# ناصر الداود
ناصر بن عبد العزيز الداود، سياسي سعودي يشغل منصب نائب وزير الحرس الوطني في السعودية بمرتبة وزير منذ 8 مايو 2025م، وشغل قبلها منصب نائب وزير الداخلية.
حصل على الدكتوراه في تخصص المناهج وطرق التدريس من الولايات المتحدة وعمل وكيلاً لإمارة منطقة الرياض، وعضو مجلس أمناء مكتبة الملك فهد الوطنية.

## التعليم
- حاصل على الدكتوراه في تخصص المناهج وطرق التدريس من الولايات المتحدة الأمريكية عام 1984م.[2]

## العمل والمناصب

### المناصب
- مدير التعليم بمنطقة الرياض من عام 1992م لمدة عامين.[3]
- انتقل إلى إمارة منطقة الرياض مديرًا عامًّا للمكتب الخاص لأمير منطقة الرياض حتى عام 2005م.
- عُين مستشاراً خاصاً بالمرتبة الممتازة بإمارة منطقة الرياض في 19 سبتمبر 2009م.[4]
- عُين مستشاراً في الديوان الملكي وكُلف وكيلاً لإمارة منطقة الرياض من 22 أبريل 2017م إلى يونيو 2018م.[5]
- عُين نائباً لوزير الداخلية بمرتبة وزير من يونيو 2018م إلى مايو 2025م.[2]
- عُين نائبًا لوزير الحرس الوطني بمرتبة وزير في 8 مايو 2025م.[6]

### العمل
- عمل معيدًا في كلية العلوم الاجتماعية في جامعة الإمام محمد بن سعود الإسلامية عام 1978م.
- عمل أستاذًا مساعدًا في جامعة الإمام محمد بن سعود الإسلامية بقسم التربية لكلية العلوم الاجتماعية عام 1984م.
- عمل وكيلًا للدراسات العليا والبحث العلمي بقسم التربية لكلية العلوم الاجتماعية عام 1985م.
- أصبح أستاذًا مشاركًا بقسم التربية، ثم عميدًا لكلية العلوم الاجتماعية عام 1989م.[7][8]